# Don Quijote szamarancsa
A Don Quijote szamarancsa (eredeti cím: Donkey Xote) 2007-ben bemutatott spanyol–olasz 3D-s számítógépes animációs film, amely Miguel de Cervantes: Az elmés nemes Don Quijote de la Mancha című regénye alapján készült. Az animációs játékfilm rendezője Jose Pozo. A forgatókönyvet Angel E. Pariente írta, a zenéjét Andrea Guerra szerezte. A mozifilm a Filmax International és a Lumiq Studios gyártásában készült. 
Spanyolországban 2007. november 22-én, Magyarországon 2009. november 12-én mutatták be a mozikban.

## Szereplők
| Szereplő                   | Eredeti hang       | Magyar hang        |
| -------------------------- | ------------------ | ------------------ |
| Rucio (szamár)             | Luis Posada        | Pusztaszeri Kornél |
| Sancho Panza               | Andreu Buenafuente | Háda János         |
| Don Quichote de La Mancha  | José Luis Gil      | Bozsó Péter        |
| Rocinante (ló)             | David Fernández    | Fekete Zoltán      |
| Sansón Carrasco            | Sancho Gracia      | Reviczky Gábor     |
| Cronista Estadio de Justas | Jordi Hurtado      | Agócs Judit        |
| Duquesa                    | María Luisa Solá   | Halász Aranka      |
| Duque                      | Félix Benito       | Versényi László    |
| Narrátor                   | Jordi González     | Náray Erika        |
| Dulcinea                   | Sonia Ferrer       | ?                  |

További magyar hangok: Bartucz Attila, Imre István, Markovics Tamás, Orosz István, Szokol Péter, Vass Gábor

## Televíziós megjelenések
Film+, Film+ 2 